# 富士苔
富士苔（ふじのり）は、カワノリの一種で、静岡県富士宮市に生息するもの。芝川のりとも呼称される。

## 概要
芝川が生息域である。古くは「富士海苔」・「富士苔」・「富士のり」と表記し「ふじのり」と呼称される例が多く、近世に入るとこれらの他に「芝川海苔」・「芝川苔」と表記し「しばかわのり」と呼称される例が見られる。

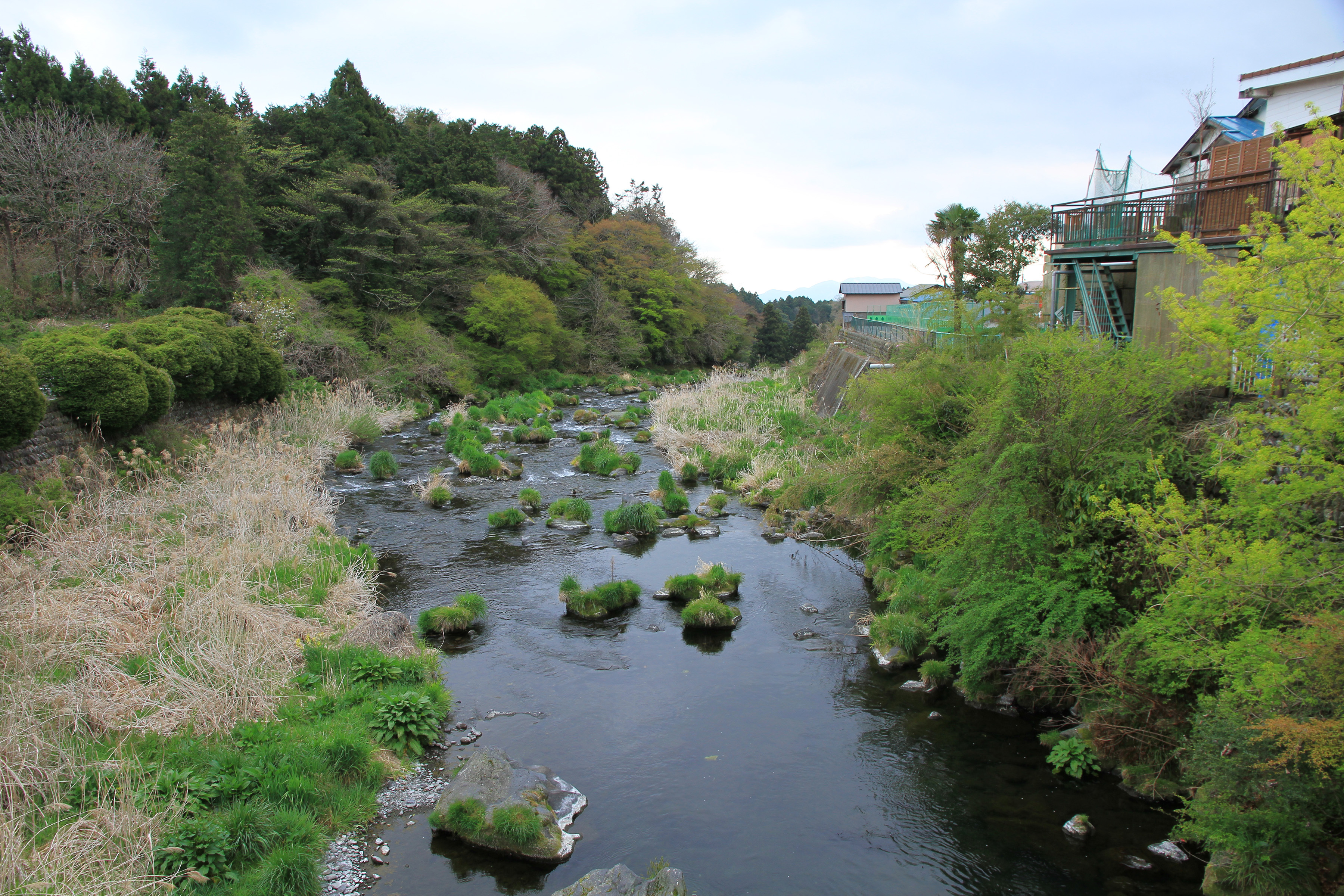
芝川

## 中世
古くより天皇・幕府への献上品として、そして公家からも嗜まれた名品であり、しばしば進上品として用いられてきた。例えば駿河国守護である今川範政は室町幕府将軍足利義教へ富士苔を送り、礼として太刀を送られている。富士氏は管領細川持之へ富士海苔等を献上している。
葛山氏も足利義教に富士苔を送り、返書を受けている。当記録が所載される『昔御内書符案』には「若公様御誕生御礼」とあり、この進上品は将軍足利義教の子である足利義勝の誕生祝に伴う進上であった。
他、公家に送られることも多く三条西実隆や山科言継等に送られた記録が残る。また天皇への進上品としても選ばれ、三条西実隆が後奈良天皇に進上している。

## 近世以降
近世になっても名品の地位は揺るがず、江戸幕府への献上品として用いられた。天保14年（1843年）の『駿国雑志』十八之巻には「芝河苔」とあり、「富士郡半野村芝河より出す（中略）毎年十一、十二月の内発足、江戸に献す。世に富士苔と云ふ是也。（中略）宿次にて江戸に送り、御本丸御臺所に献す」「富士郡半野村芝川より出づ、故に富士苔と號す」とあり、江戸幕府へと献上されていた記録が残る。また同記録には「富士郡半野村、芝川にあり。故に芝川海苔と號す。其色緑にして味至て甘し…」と味を伝える。
『六条葵上物語』には「青海苔いせのりいつものりふしのり」とあり、『料理物語』には「ふじのり」とあり、「ひや汁 あぶりざかな 色あをし」と説明がある。『毛吹草』（1645年）には「富士苔　山中谷川二有之」とある。貝原益軒作『大和本草』（1709年）には「富士山の麓柴川に柴川苔あり富士のりとも云」とあり、同じく貝原益軒作『壬申紀行』には「柴川は名所なり（中略）此川に富士苔と云物多し」とある。宝暦4年（1754年）成立『日本山海名物図会』には「又河苔と云も有。駿州富士川より出るを富士のりと云」とある。
『献上料理集』(1786年)には秋の料理として「御精進二ノ汁 御澄し 初たけ 富士海苔 ゆ（柚）」とある。『駿河雑志』に「11・12月」とあり『献上料理集』では秋の料理として挙げられているため、秋冬が特に良いとされていたようである。安永8年（1779年）の越谷吾山『雅言俗語翌檜』に駿河国の「名物」として「富士苔」が記される。その他、多くの書物に名物として記されている。
『和漢三才図会』（1712年）巻九十七　水草の部には「駿河国土産」として「富士苔」とあり、また同書に「富士苔 富士山の麓、精進川村より之を出し、形状紫菜に似て青緑色、味極めて美なり」とある。このように、駿河国の土産品としても知られていたようであり、東泉院（富士市今泉に所在していた）の土産としても用いられていた。文政3年（1820年）の『駿河記』には「この川より水苔を出す 富士苔あるいは芝川苔と称す」とある。

## 現在
現在は収穫量が限られており、特に水力発電所の建設が大きな影響を与えた。近年「幻のカワノリ」とまで言われるまでに減少していたが、平成10年（1998年）に特定の場所で多量に生育していることが確認され、調査が進められることとなった。今現在、芝川のりの保護・育成が図られている。